# Zduny (gemeente in powiat Krotoszyński)
De gemeente Zduny is een stad- en landgemeente in het Poolse woiwodschap Groot-Polen, in powiat Krotoszyński.
De zetel van de gemeente is in Zduny.
Op 30 juni 2004 telde de gemeente 6883 inwoners.

## Oppervlakte gegevens
In 2002 bedroeg de totale oppervlakte van gemeente Zduny 85,2 km², waarvan:
- agrarisch gebied: 50%
- bossen: 41%

De gemeente beslaat 11,93% van de totale oppervlakte van de powiat.

## Demografie
Stand op 30 juni 2004:
| Omschrijving                   | Totaal | Totaal | Vrouwen | Vrouwen | Mannen | Mannen |
| ------------------------------ | ------ | ------ | ------- | ------- | ------ | ------ |
| eenheid                        | aantal | %      | aantal  | %       | aantal | %      |
| inwoners                       | 6883   | 100    | 3460    | 50,3    | 3423   | 49,7   |
| bevolkingsdichtheid (inw./km²) | 80,8   | 80,8   | 40,6    | 40,6    | 40,2   | 40,2   |

In 2002 bedroeg het gemiddelde inkomen per inwoner 1397,12 zł.

## Administratieve plaatsen (sołectwo)
Baszków, Bestwin, Chachalnia, Konarzew, Perzyce, Ruda.

## Overige plaatsen
Borownica, Dziewiąte, Hadrianów, Helenopol, Lila, Marynin, Ostatni Grosz, Piaski, Piekło, Rochy, Siejew, Szczerków, Trzaski, Ujazd Polski.

## Aangrenzende gemeenten
Cieszków, Jutrosin, Kobylin, Krotoszyn, Milicz, Sulmierzyce